# 기독교 운동 목록
기독교 운동은 일반적으로 특정 교회, 종파 또는 교파로 대표되지 않는 기독교에 대한 신학적, 정치적 또는 철학적 해석이다. 

## 종교
- 현대적 24-7 기도 운동: 삶의 초점으로서 하느님을 추구하는 것에 초점을 맞춘 교파들을 아우르는 운동이다. 캔자스 시티의 국제 기도원은 이 개념의 눈에 띄는 예이다.
- 영국 이스라엘주의 또는 "앵글로-이스라엘주의"는 영국과 유럽 유산의 많은 현대인들은 잃어버린 열 번째 부족의 후손이거나 유다 부족의 직계 후손이며 그에 따라 아브라함 이삭과 야곱과 함께 계승한다는 기독교적 믿음이다.
- 은사 운동 또는 "신 오순절주의": 오중복음과 믿음과 실천은 성화의 전통을 통해 교회 밖으로 퍼져나간다고 믿는다.
- 은사적 회복주의: 기존을 거부하는 회복주의적 요소들과 함께 오순절주의 신념과 실천. 후기성도운동과 밀접한 관련이 있다.
- 교회일치운동: 기독교의 뚜렷한 종교 단체나 교파간의 통합이나 협력의 촉진을 추구한다.
- 기독교 가족 운동: 기독교적 가치를 강화하기 위해 만나는 미국의 교구와 소가족의 중심의 운동.
- 기독교 근본주의: 모더니즘 기독교의 영향에 대항하여 최소한의 전통적인 기독교 신앙을 주장하려 하였으며, "주류 개신교"로부터 분리 운동이 되었다.
- 기독교 정체성: 백인 우월주의 신념을 가진 다양한 느슨한 계열의 단체와 교회에 적용되는 통칭.
- 기독교적 자연주의: 신이 결코 의도하지 않았다고 믿는 운동으로 사람들은 자신의 몸인 자연을 소중히 여겨야 한다는 믿음.
- 옛 언약의 기독교적 관점: 예수 그리스도를 전적으로 헌신하고, 토라에서 발견되는 하나님의 계명에 순종하는 생활방식을 추종하는 기독교인들의 운동이다.
- 기독교 시온주의 (20세기 중반까지 "기독교 복원주의"라고 불림) : 유대인의 성지 귀환과 이스라엘 국가 수립은 성경적 예언에 따른 것이며 예수의 귀환과 지구상의 통치에 필요한 전제조건이라고 본다.
- 고백 운동: 몇몇 주요 개신교 교회들 내에서의 신복음주의운동은 그 교회를 그들의 구성원들이 보는 것으로 되돌리려는 것이 더 큰 신학적 정통성이다.
- 보수적인 복음주의: 개혁 신학에 의해 특징지어지는 복음주의의 분파이다.
- 집합 운동: 카리스마 있는 예배를 공통 기도서 및 기타의 리투르기아와 섞으려는 미국의 복음주의 및 카리스마 있는 교회들 간의 움직임.
- 창조주의: 창조론 사상의 여러 학파가 있지만, 그 모든 학파들은 인간이 짧은 기간에 걸쳐 신성하게 창조되었다는 믿음을 고수한다(이러한 학파들은 (이러한 학파들은 유신 진화론과 구별된다).
- 동방 가톨릭교회: 로마 주교와의 가시적인 교감을 도모하는 일부 동방 교회 측의 운동으로, 동서 교회의 분열 이후 생겨난 운동이다.
- 에큐메니컬 운동 : 교회간 협력과 교회통합 증진을 위해 노력하고 있는 운동
- 이머징 처치: 기독교 인식론, 교리, 실천 등을 포스트모던 틀에 맞게 재편성하려는 초월적 운동이다.
- 복음주의: 복음의 본질은 그리스도의 속죄에 대한 믿음으로 구원의 교리로 이루어진다는 믿음을 유지하는 세계적인 개신교 운동이다.[1]
- 무가 은총 신학: 원래 개혁주의가 세대주의의 침입에 대한 반작용으로, 그것은 그 이후 회개에 대한 이해와 같은 세대주의에서 벗어나 발전해 왔다.
- 포콜라레 운동: 통합과 보편적 형제애라는 이상을 고취하는 국제기구.
- 은총 운동: 1930년대에 시작되어 성서 해석의 세대주의적 기조를 수용하는 운동이다.
- 히브리 뿌리 운동: 구약성서 준수와 유대 전통에 비추어 기독교의 유대인 뿌리와 예수와 신약성서에 대한 이해를 강조한다.
- 가정교회운동 - 가정교회를 통해 교회성장을 도모하는 운동.
- 성결 운동: 19세기에 시작된 웨슬리언 운동은 성결이라는 개인적인 경험을 강조하였고, 오순절주의와 은사 운동을 일으켰다.
- 후스파: 현재 체코 공화국에 대한 지배적인 믿음, 1420-1620.
- 가정 교회 또는 간소한 교회 운동: 형식적인 제도화된 건물보다는 작은 집단의 기독교적 표현의 세계적인 전환이다.
- 예수 운동 - 예수 운동은 1960년대 후반과 1970년대 초 미국의 서해안에서 시작되었으며, 1980년대 후반에 가라앉기 전에 북아메리카, 유럽, 중앙 아메리카에 주로 퍼져나간 복음주의 기독교 운동이었다. 그 운동의 회원들은 예수인, 즉 예수 괴짜라고 불렸다.
- 레즈비언과 게이 기독교 운동: 공식적으로, 좀 더 포괄적인 교회를 만들려는 영국 운동; 비공식적으로는, 더 많은 수의 LGBT-환영 교회 프로그램의 일부분이다.
- 자유주의 신학(개신교) 또는 모더니즘(가톨릭교회) : 보다 보수적인 전통적인 기독교 정통성에 대한 직접적인 도전으로 떠오른 기독교 사상의 학파.
- 선교운동 - 교차문화선교와 복음화를 통한 교회성장에 힘쓰는 운동
- 미셔너리 운동: 사회 정의와 교화 같은 주제에 초점을 맞춘 선교 형태의 생활 방식을 향한 교회의 부름을 강조하고자 하는 기독교의 현대적 운동이다.
- 신정통주의: 신의 초월성, 죄악의 실재성, 신의 말씀과의 실존주의적 만남에 중점을 둔다.
- 신사고 운동: 성경의 형이상학적 해석에 대한 믿음. 피네아스 킴비는 일반적으로 뉴 사상의 창시자로 여겨진다. 그가 뉴사상 운동에 미친 영향은 유니티 교회, 신과학, 종교과학, 더 살기 좋은 교회를 위한 원리 이해, 생장의 집 등을 통해 추적할 수 있다.
- 옥스퍼드 운동: 성공회주의를 로마 가톨릭의 유산과 더욱 밀접하게 일치시키기 위한 19세기 운동; 21세기까지 계속되는 운동인 앵글로-가톨릭주의의 일부분이다.
- 고전정통주의: 초기 교회의 저술에 비추어 후기 신학을 평가한다..
- 신의 평화와 휴전: 카롤링거 왕조가 멸망한 후 일어난 기독교 제도에 대한 폭력의 결과로 10세기에 시작된 역사상 최초의 대중 평화 운동
- 오순절주의: 성령의 선물은 "순복음"의 정상적인 부분이라고 보는 믿음.
- 번영신학: (때로는 번영복음, 건강과 부복음, 또는 성공의 복음이라고도 한다)는 재정적인 축복이 기독교인에게 하나님의 뜻이며, 기독교 사역에 대한 믿음, 긍정적인 말, 기부는 언제나 사람의 물질적인 부를 증가시킨다는 기독교 신앙 교리다.
- 긍정적 기독교: 나치 독일 내에서 인종적 순수와 나치 이데올로기의 사상을 기독교의 요소와 혼합한 운동이다.
- 포스트모더니즘 기독교: 대륙철학의 영향을 받은 기독교에 대한 이해.
- 개혁 운동 개신교 - 개신교는 로마 가톨릭 교회를 개혁하려는 어떤 노력에서 비롯되었다.  수도회 - 가톨릭 교회의 많은 종교 질서는 개혁 운동으로 시작되었다.
- 성경복귀 운동: 켐벨으로도 알려진 복원운동은 제2차 대각성 시기에 일어나 '신약성서 패턴 이후' 기독교 교회 전체를 새롭게 하기 위해 노력한 종교개혁 운동으로, 기독교와 개신교가 분단된 것과는 대조적이다.
- 복원주의(기독교 원초주의): 초기 교회를 모델로 삼아 보다 순수한 형태의 기독교를 복원해야 한다는 믿음이다.
- 부흥 운동 - 큰 무리를 이루어 예수 그리스도의 제자가 되는 과정에서 성령의 일을 촉진하기 위한 운동이다.

## 정치
- 기독교 무정부주의: 신 이외의 모든 권위와 권력에 대한 거부감, 때로는 조직화된 교회의 거부감까지 포함시켰다. 기독교 무정부주의자들은 나자렛 예수가 무정부주의자였으며, 그의 움직임이 강한 유대교와 로마의 통계학적 영향력에 의해 뒤바뀌었다고 믿는다.
- 기독교 공산주의: 예수의 가르침과 사도들과 최초의 기독교인들의 삶의 방식에 바탕을 둔 종교 공산주의의 한 형태다.
- 기독교 민주주의: 19세기 말에 탄생한 정치 이념으로, 주로 교황 레오 13세의 교황 백과사전적 리럼 노바룸의 결과로서, 바티칸은 노동자들의 비참함을 인정하고 이에 대해 어떤 조치가 취해져야 한다는 데 동의하는 것으로 사회주의와 노동조합 운동의 발흥에 대응하고 있다. 기독민주당은 이 운동에서 나왔다.
  - 분배주의: G.K. 체스터턴과 힐레어 벨럭이 기원하거나 대중화한 경제력과 정치력 모두의 분산을 추구하는 하위 운동이다.
- 기독교 좌파: 강한 기독교 신념을 갖고 좌파 또는 자유주의 이상을 공유하는 사람들.
- 기독교 자유주의: 국가의 강요와 (군사, 사회, 경제) 경제간섭주의에 기독교 윤리적 이유로 정당화될 수 없는 것으로 강하게 반대하며, 불가침과 재산권에 전념하는 사람들은 설득에 의한 미덕 증진을 주장하며, 설득에 의한 최소한의 정부나 어떤 정부(기독교 무정부주의 참조)를 지지한다.
- 기독교 우파: 미국과 다른 서구 국가에서 전통적이라고 생각하는 사회적 가치에 대한 그들의 강력한 지지로 특징지어지는 보수적인 기독교 정치 및 사회 운동과 조직을 포괄한다.
- 기독교사회주의: 기독교와 사회주의가 공존하는 기독교의 좌파들, 대체로 해방신학과 사회복음의 교리를 포함한다.
- 지배주의 신학(Dominionism)는 사회적으로 보수적인 기독교인들 사이에서 정치적 행동을 통해 세속적인 민정에 대한 영향력이나 통제력을 얻기 위한 운동으로 기독교인이 지배하는 국가나 성서법에 대한 기독교인의 이해에 의해 통치되는 국가를 추구한다.
- 복음주의 좌파: 기독교 복음주의 운동의 일부분이지만 일반적으로 그 운동의 좌익에서 정치적으로든 신학적으로든 또는 둘 다의 역할을 한다.
- 녹색 기독교: 기후변화와 기타 환경문제에 대한 기독교 기반의 반대파
- 해방신학: 제2차 바티칸 공의회 이후 로마 가톨릭 교회의 신학과 프락시즘에 있어서 중요하고 논란이 많은 운동이다. 라틴 아메리카에서 광범위한 영향을 미쳤으며 기독교 신학과 정치 활동주의, 특히 사회 정의, 빈곤, 인권의 분야에서 관계를 탐구한다. 그것은 경제적으로 가난하고 인간 사회의 억압받는 사람들에게 우선권을 주었다. 흑인신학, 달리트 신학, 여성 신학, 민중신학 및 퀴어신학을 참조.
- 진보 기독교: 하나님의 백성이 바르게 살고, 사회 정의를 고취하고 가난, 인종차별, 그리고 다른 형태의 불의에 대항하기 위해 행동한다는 성경적 결함에 초점을 맞춘다.
- 렉스당: 벨기에 파시스트 운동 크리스투스 렉스에 관한 로마 가톨릭의 사회적 가르침에서 파생되었으며, 보수적인 가톨릭 저널의 제목이기도 했다.
- 사회복음주의 운동: 19세기 말과 20세기 초에 가장 두드러졌던 기독교의 지적 운동. 이 운동은 사회 문제, 특히 가난, 술, 마약, 범죄, 인종 긴장, 빈민가, 위생 불량, 학교 불량, 전쟁의 위험 등에 기독교 원칙을 적용한다. 신학적으로 사회복음주의 지도자들은 압도적으로 천년왕국설 이후의 지도자들이었다.

- 아우구스티누스주의
- 기독교 금욕주의: 부, 개인 소유, 술과 같은 세속적인 쾌락과 사치품들을 자제함으로써 특징지어지는 삶이다.
- 기독교 무신론: 기독교의 신에 대한 믿음이 거부되지만 예수의 도덕적인 가르침이 중시되는 입장.
- 기독교 실존주의: 19세기 덴마크 철학자 겸 실존주의의 아버지인 쇠렌 키에르케고르가 세운 사상학파, 목적에 대한 주관성과 깊은 반성을 강조하는 쇠렌 키에르케고르, 삶과 우주의 명백한 불합리성, 각성된 존재에 대한 필연적인 절망, 그리고 신에 대한 믿음으로 자아에 대한 진정성을 찾는 것이다.
- 기독교 채식주의: 예수와 12명의 사도, 초기 예수의 추종자 유대기독교인(나자레파)가 채식주의자라는 생각에 바탕을 둔 비거니즘 또는 채식주의 식습관.
- 기독교 평화주의: 예수 자신이 완전한 비폭력을 가르치고 실천한 평화주의자임을 가르치는 기독교 교회나 단체나 공동체가 가르치고 있으며, 그의 추종자들도 마찬가지로 그렇게 해야 한다고 가르치고 있다.
- 몰리니즘
- 오컴주의
- 포스트모던 신학: 20세기 대륙철학의 탈근대주의 경향에 영향을 받아 탈구축, 후기 자유주의 신학 서술 신학, 이머징 처치 운동과 관련된 기독교에 대한 이해.
- 스코티즘
- 토미즘
- 약한 신학: 신의 약점 사상을 강조하는 포스트모던 기독교의 한 형태.
- 퀴버풀: 결혼에서의 출산을 기독교적 의무로 간주하고, 여성이 임신하는지 여부를 통제하는 데 있어 프로비던스의 지속적인 역할을 강조하며, 모든 형태의 인간 매개 피임을 삼간다. 일반적으로 남편에게 아내를 완전히 복종시키는 것을 포함한다. 여성들은 일반적으로 일을 하지 않고 아이들은 홈스쿨링을 받는다.
- 폴란드 웨딩: 결혼 축하를 술 소비로 왜곡해서는 안 되는 깊은 신앙의 연기로 간주한다("예수는 결혼식에 들어가야 하며 술에 쫓겨서는 안 된다").

## 같이 보기
- 기독교 교단
- 기독교 교파 목록
- 전례 운동